# Tanychora exquisita
Tanychora exquisita là một loài tò vò trong họ Ichneumonidae.